# Oceania Sevens 2021
El Oceania Sevens de 2021 fue la decimotercera temporada del torneo de selecciones nacionales masculinas de Oceanía de rugby 7.
El torneo se disputó en el North Queensland Stadium de la ciudad de Townsville, Australia.

## Equipos participantes
- Australia
- Fiyi
- Nueva Zelanda
- Oceania Barbarians

## Resultados
| Pos. | Equipo             | Encuentros | Encuentros | Encuentros | Encuentros | Tantos  | Tantos    | Tantos     | Puntos |
| Pos. | Equipo             | jugados    | ganados    | empatados  | perdidos   | a favor | en contra | diferencia | Puntos |
| ---- | ------------------ | ---------- | ---------- | ---------- | ---------- | ------- | --------- | ---------- | ------ |
| 1    | Fiyi               | 6          | 6          | 0          | 0          | 161     | 69        | +92        | 18     |
| 2    | Nueva Zelanda      | 6          | 4          | 0          | 2          | 116     | 86        | +30        | 14     |
| 3    | Australia          | 6          | 2          | 0          | 4          | 108     | 123       | -15        | 10     |
| 4    | Oceania Barbarians | 6          | 0          | 0          | 6          | 63      | 170       | -107       | 6      |

Nota: Se otorgan 3 puntos al equipo que gane un partido, 2 al que empate y 1 al que pierda
| 25 de junio | Fiyi | 26 - 14 | Australia |  |  |

| 25 de junio | Nueva Zelanda | 28 - 5 | Oceania Barbarians |  |  |

| 25 de junio | Fiyi | 32 - 12 | Oceania Barbarians |  |  |

| 25 de junio | Nueva Zelanda | 24 - 21 | Australia |  |  |

| 26 de junio | Australia | 28 - 12 | Oceania Barbarians |  |  |

| 26 de junio | Nueva Zelanda | 19 - 21 | Fiyi |  |  |

| 26 de junio | Australia | 19 - 7 | Fiyi |  |  |

| 26 de junio | Nueva Zelanda | 21 - 17 | Oceania Barbarians |  |  |

| 27 de junio | Oceania Barbarians | 5 - 33 | Fiyi |  |  |

| 27 de junio | Nueva Zelanda | 17 - 5 | Australia |  |  |

| 27 de junio | Australia | 28 - 12 | Oceania Barbarians |  |  |

| 27 de junio | Nueva Zelanda | 7 - 17 | Fiyi |  |  |

| Bandera de Fiyi |
| Campeón Fiyi    |
| 5.to título     |